# زبابة دقيقة
زبابة دقيقة (الاسم العلمي: Microgale)، جنس ثدييات من فصيلة المداليات. تضم 21 نوعًا حيًا في جزيرة مدغشقر ونوع منقرض معروف من الأحفوريات. وتم اكتشاف بعض الأنواع في السنوات العشرين الماضية.